# Кытинский сельсовет
Кытинский сельсовет, до 1965 года Кобылинский сельсовет — историческая административно-территориальная единица в России, входившая в состав Ефремовского района Тульской губернии (до 1929), Тульского округа (до 1930) и Октябрьского района (со 2 марта 1935 года) Московской области, и с 26 сентября 1937 года в Тульской области.
Административный центр — деревня Кытино  (до 1965 года — Кобылинка).

## Состав
| Название   | Тип     | Жителей |
| ---------- | ------- | ------- |
| Благодать  | село    | 503     |
| Заполье    | деревня | 125     |
| Ивановский | поселок | 68      |
| Кобылинка  | деревня | 567     |
| Колчи      | поселок | 81      |
| Федоровка  | деревня | 354     |